# Beloura
Beloura, bolacho, farinhato, pilouco ou bica é um manjar da gastronomia portuguesa, da região do Minho, no norte de Portugal. É uma espécie de pão de forma cilíndrica feito com com uma mistura de farinhas de trigo, de milho e centeio, amassadas com sangue de porco, fermento de padeiro, caldo de carne (por exemplo, o que foi utilizado para cozer a carne para sarrabulho) e temperado com pimento e cominhos.
Depois de levedada, a massa é cozida em água, temperada com sal, salsa, folha de laranjeira e louro. Depois de cozida, é cortada em fatias e frita em pingue. Pode ser usada para acompanhar os rojões à moda do Minho. 